# Isla Violín
Isla Violín es el nombre que recibe una isla marítimo-fluvial del país centroamericano de Costa Rica frente al océano Pacífico en la desembocadura del río Sierpe. Se ubica en las coordenadas geográficas 08°48′N 83°38′O / 8.800, -83.633 y posee una superficie de 15,7 kilómetros cuadrados
Administrativamente es parte del distrito de Sierpe, en el cantón de Osa, provincia de Puntarenas.
La isla Violín posee varios riachuelos y está cubierta de vegetación, lo que ha atraído a turistas. Al norte de ella se encuentran las pequeñas islas Zacate mientras que por el sur están la boca del río Sierpe y la boca Ganadito